# Gioacchino Armano
Gioacchino Armano (La Spezia, 15 dicembre 1883 – La Spezia, 9 dicembre 1965) è stato un dirigente sportivo e calciatore italiano, di ruolo mediano.
Era noto come Armano I, per distinguerlo dal fratello minore Alfredo o Armano II.

## Carriera

### Calciatore
Gioacchino Armano fu uno dei fondatori e dei primi giocatori della storia della Juventus, ricoprì il ruolo di mediano. Il suo esordio ufficiale avvenne l'11 marzo 1900 contro il Torinese, partita persa uno a zero. L'ultima sua partita avvenne nell'aprile del 1910 contro l'US Milanese persa per 2-1. In undici stagioni bianconere collezionò 32 presenze e 2 reti, oltre ad altri 38 incontri disputati per tornei ed amichevoli.
Fu uno dei fautori della scelta di dedicarsi esclusivamente al calcio (nei primi anni, la Juventus era una polisportiva).

### Dirigente sportivo
Dal 1907 entra nel consiglio societario, divenendo triumviro della Juventus, insieme a Nizza e Zambelli, durante il periodo 1915-1918, in piena Grande Guerra. Assieme ai due colleghi, fondò la pubblicazione Hurrà!, primo periodico ufficiale di un club italiano, inizialmente da distribuire al fronte ai molti soci impegnati nel conflitto.

### Vita privata
Si laureò in Ingegneria.

## Statistiche

### Presenze e reti nei club
| Stagione  | Club     | Campionato | Campionato | Campionato | Campionato |
| Stagione  | Club     | Comp       | Pres       | Reti       |            |
| --------- | -------- | ---------- | ---------- | ---------- | ---------- |
| 1900      | Juventus | CI         | 4          | 0          |            |
| 1901      | Juventus | CI         | 2          | 0          |            |
| 1902      | Juventus | CI         | 3          | 0          |            |
| 1902-1903 | Juventus | CI         | 5          | 0          |            |
| 1903-1904 | Juventus | PC         | 1          | 0          |            |
| 1904-1905 | Juventus | PC         | 4          | 0          |            |
| 1905-1906 | Juventus | PC         | 5          | 2          |            |
| 1906-1907 | Juventus | PC         | 2          | 0          |            |
| 1907-1908 | Juventus | PC         | 4          | 0          |            |
| 1908-1909 | Juventus | PC         | 0          | 0          |            |
| 1909-1910 | Juventus | PC         | 2          | 0          |            |
| Totale    | Totale   | Totale     | 32         | 2          |            |

## Palmarès

### Calciatore

#### Club

##### Competizioni nazionali
- Campionato italiano: 1

Juventus: 1905